# Willowmore
Willowmore este un oraș din provincia Eastern Cape, Africa de Sud.